# N·E·W·S
A N·E·W·S Prince huszonhetedik stúdióalbuma, amely 2003. május 26-án jelent meg. Az album Prince második hangszeres albuma, négy dal szerepel rajta, mind 14 perces. Egy nap alatt lett felvéve Prince Paisley Park-i otthonában és eredetileg az NPG Music Club-on keresztül volt elérhető július 29-ig. Az album a Madhouse újraélesztése, de most a Prince név alatt. Eric Leeds Madhouse-tag ismét szerepel az albumon, mint John Blackwell, Rhonda Smith és Renato Neto (The New Power Generation). Az album teljes improvizáció.
Prince legalacsonyabb eladásokkal rendelkező albuma, 30 ezer példánnyal, de a Billboard Internet slágerlistán legjobb tízes lett és kapott egy Grammy-jelölést a Legjobb instrumentális pop kategóriában.
A "West" helyett kapott a 2018-as válogatásalbumon, az Anthology: 1995–2010-en.

## Számlista
Az összes dal szerzője Prince. 
| 1.    | North | 14:00 |
| 2.    | East  | 14:00 |
| 3.    | West  | 14:00 |
| 4.    | South | 14:00 |
| 56:00 |       |       |

## Közreműködők
Az AllMusic adatai alapján.
Együttes
- Prince – elektromos gitár, Fender Rhodes, billentyűk, ütőhangszerek, producer, keverés, design
- Eric Leeds – tenor, baritone szaxofon
- John Blackwell – dobok
- Renato Neto – zongora, szintetizátor
- Rhonda Smith – basszusgitár (elektromos, akusztikus)

Utómunkálatok
- Jess Sutcliffe – hangmérnök
- Joseph Lepinski – technikus
- Takumi – technikus

## Slágerlisták
| Slágerlista (2003)                 | Legmagasabb pozíció |
| ---------------------------------- | ------------------- |
| Holland Albumok (Album Top 100)    | 83                  |
| Német Albumok (Offizielle Top 100) | 93                  |
| US Top Internet Albums (Billboard) | 8                   |